# 트랜스폰더

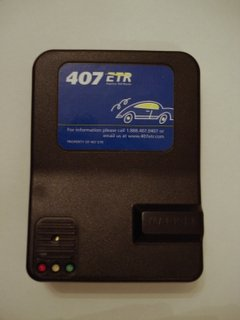
하이웨이 407 톨 트랜스폰더

트랜스폰더(영어: transponder)는 TRANSmitter(송신기)와 resPONDER(응답기)으로부터의 영어 복합어로서 수신된 전기신호를 중계 송신하거나, 수신 신호에 어떠한 응답을 돌려주는 기기의 총칭이다.

## 라디오 커뮤니케이션/위성통신
통신위성, 방송위성 등에 탑재하여 지상으로부터 보내진 미약한 전파를 수신해 지상으로 보내기 위한 전력 증폭 중계기이다. 사용하는 주파수대는 지상으로부터 위성 전용 업링크와 위성으로부터 지상을 위한 다운링크는 국제적인 결정에 의해서 규정되고 있다. 통신위성이나 방송위성에서는 트랜스폰더를 수십대 탑재하고, 할당할 수 있어서 광대역을 커버하고 있다. 통신/방송위성의 운용 사업자는 트랜스폰더의 대역을 통신 사업자나 방송 사업자 등에게 판매하는 것으로 사업을 실시한다.
통신위성에서는 C 밴드(4/6GHz), Ku 밴드(12/14GHz), Ka 밴드(20/30GHz)가 사용되고, 군용 위성통신에서는 X 밴드도 사용된다. 방송위성(통신위성을 이용한 위성방송도 포함한다) Ku 밴드가 사용된다. 통상은 같은 밴드 전파가 합쳐서 업링크와 다운링크를 구성하지만, 다른 밴드에서도 가능하다. 이러한 트랜스폰더를 크로스 스트랩 방송 수신 장치라고 부른다.

## 유선 통신
광통신에서 광섬유와 전기신호와의 쌍방향 변환을 실시하는 기능부를 트랜스폰더라고 부른다.

## 항공기
항공기에서 펄스형 진폭 변조(Amplitude Modulated), "Interrogators") 신호를 수신한다.  이 신호가 부정한 경우, 다른 주파수로 응답하게 된다. 항공교통관제(ATC)는 보조감시 레이다(SSR) 시스템을 사용해 비행중의 항공기를 식별하고 있다. 이 때문에 항공기 측에 탑재하는 기기를 ATC 트랜스폰더 또는 항공교통관제용 자동응답장치(XPDR)라고 한다.

### Squawk Code
항공기를 식별하기 위해서 트랜스폰더에 설정하는 4 자리수의 숫자를 ATC 코드 혹은 Squawk Code라고 한다. 보통 관제관에 의해 지정되어 조종사가 장치에 입력한다.

### 작동
지상 SSR로부터 1030 MHz 전파로 보내진 질문용 신호를 비행기의 ATC 트랜스폰더가 수신하면 1090 MHz 응답 신호를 수십 개의 펄스로 답장한다. 이 신호와 일차감시 레이다 영상을 조합하는 것으로 관제사는 레이다 스크린상에 어느 항공기를 나타내는지 그 항공기가 어느 고도로 비행을 하고 있는지 대한 정보를 얻을 수 있다.
또한 특정의 항공기를 눈에 띄게 하는 기능이 있는데 관제사의 요청에 따라 식별 스위치(Ident Button, 보통 기기뿐만이 아니라 조종간에도 붙어 있다)을 누르면, 20 초간만 응답 펄스에 ID 펄스가 추가되어 지상의 레이다 화면에 그 항공기가 밝게 표시된다.

### 그 외
항공기충돌방지장치 (ACAS: Airborne Collision Avoidance System. 통용은 TCAS라고도 명함)에는 모드 S가 사용되고 있다.
군에서는 아군식별장치(IFF: Identification Friend or Foe)라고 하지만 ATC 트랜스폰더와 같은 기능을 가지고 있다.

## 선박
동일한 응답 장치는 선박에 장착된다. 국제 선박 자동 식별 장치(Universal Automatic Identification System )나 수색 구조용 레이다 트랜스폰더(SART) 등의 시스템에서도 이용된다. 전기신호뿐만이 아니라 음향 신호에 대해서 응답하는 수중 음파 탐지기 트랜스폰더도 수색 구조 등을 위해 이용된다..

## 철도
철도에서도 자동열차 정지장치(ATS) 관련 등에 사용되고 있는 예가 있다.

## RFID
RFID(IC 태그) 시스템에서 RFID를 내장한 IC 카드 등의 태그 또한 트랜스폰더로 불린다.

## 같이 보기
- 운항정보 교신시스템(ACARS)
- 말레이시아 항공 370편